# Austrian World Summit

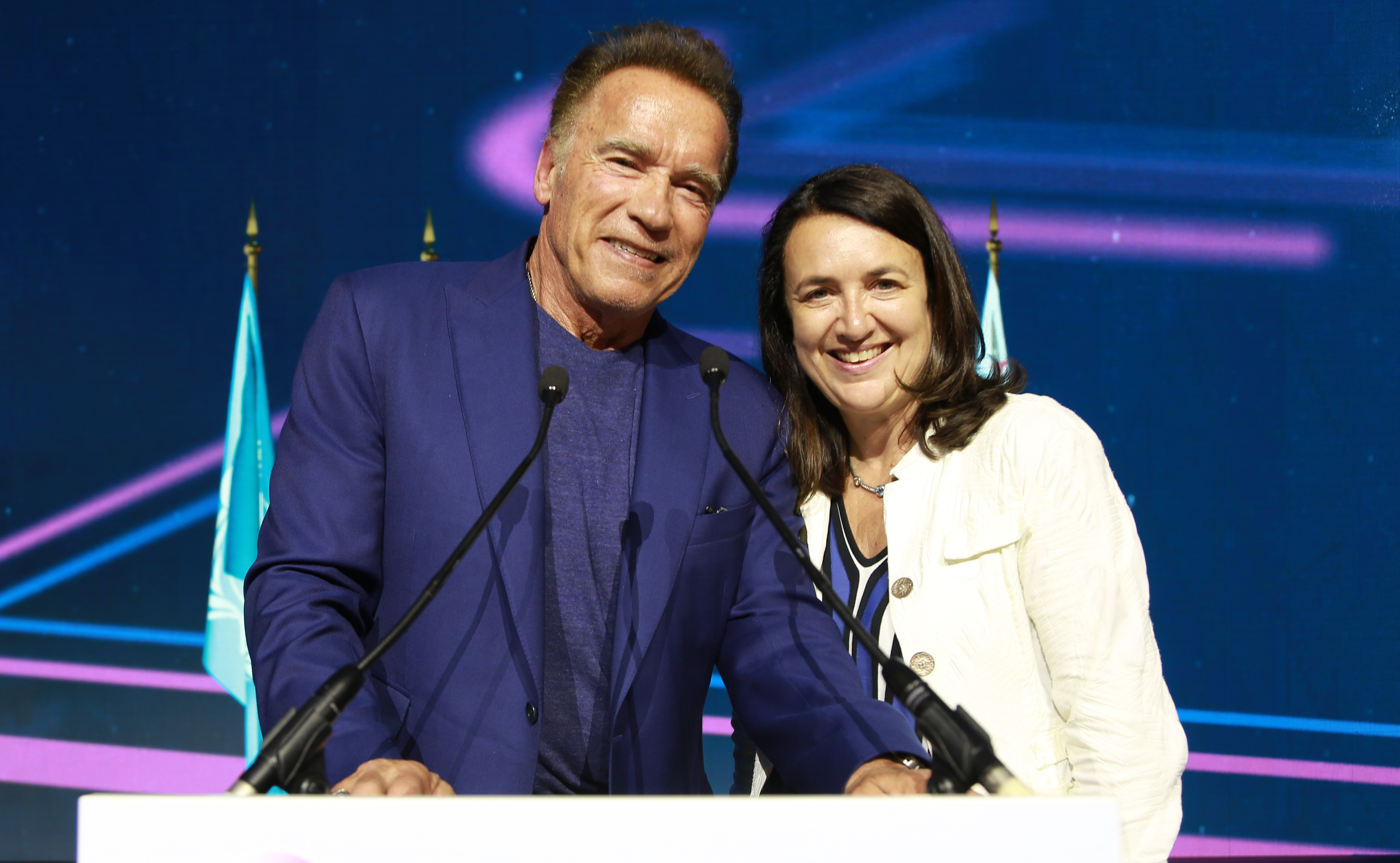
Monika Langthaler und Arnold Schwarzenegger bei der Klimakonferenz Austrian World Summit (2019)

Der Austrian World Summit ist eine internationale Klimaschutzkonferenz, die seit 2017 jährlich in Wien stattfindet. Ziel ist es, Vertreter aus Politik, Zivilgesellschaft und Wirtschaft zusammenzubringen, um eine breite Allianz für den Klimaschutz zu schaffen sowie konkrete Lösungen für die Klimakrise aufzuzeigen.
Organisiert wird die Klimakonferenz von der Schwarzenegger Climate Initiative. Die ersten drei Male wurde die Konferenz in der Wiener Hofburg  abgehalten, bevor sie 2020 erstmals in der Spanischen Hofreitschule stattgefunden hat. Arnold Schwarzenegger war der Initiator der Konferenz und er organisiert sie gemeinsam mit Monika Langthaler, unter der Schirmherrschaft des österreichischen Bundespräsidenten Alexander Van der Bellen.
Seit 2022 findet die Konferenz erneut in der Wiener Hofburg statt. 2025 wurde die Konferenz für den 3. Juni angekündigt.

## Ziele und vergangene Konferenzen
Ziel der Konferenz ist dabei das gemeinsame Erreichen der Pariser Klimaziele und der UN-Nachhaltigkeitsziele und eine Vernetzung von Politik, Wirtschaft- und Finanzwelt bis hin zu UN, NGOs, Regionen und Städten.
Der Austrian World Summit hat sich zu einem der größten Umwelttreffen der Welt entwickelt und bietet eine Plattform, um konkrete Lösungen und Maßnahmen von globalen Entscheidungsträgern aufzuzeigen, die sich für den Erhalt eines gesunden Planeten und die Dekarbonisierung der Wirtschaft bis 2050 einsetzen.
Der AWS 2020 stellte die Chancen einer Green Economy und die Notwendigkeit eines grünen Aufschwungs in den Mittelpunkt. Aufgrund der Covid-19-Pandemie wurde die Konferenz im Hybridformat abgehalten, was ein internationales Programm mit 27 Rednern aus 12 Ländern ermöglichte, darunter Charles, Prince of Wales, UN-Generalsekretär António Guterres, der spanische Premierminister Pedro Sánchez, Jane Goodall, James Cameron und John Kerry. Aufgrund der Absage aller großen Klimakonferenzen wegen der COVID-19-Pandemie war es die größte Klimakonferenz, die 2020 stattfand. Durch die internationale Medienberichterstattung hatte der Austrian World Summit 2020 eine potenzielle Reichweite von 1,3 Milliarden Menschen.

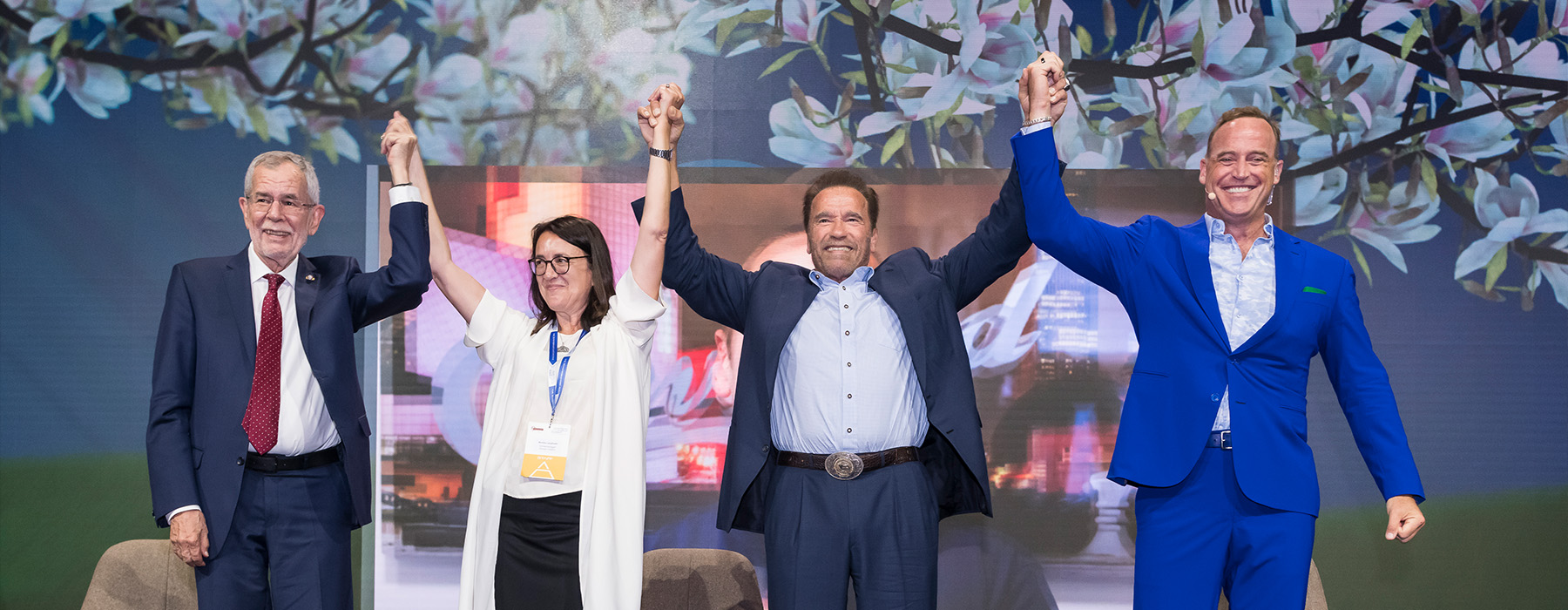
Alexander Van der Bellen, Monika Langthaler, Arnold Schwarzenegger und Matt Iseman beim Austrian World Summit 2021

Die Konferenz am 1. Juli 2021 fand unter dem Motto „Healthy Planet – Healthy People“ statt. Auch 2021 waren wieder prominente Speaker wie Lisa Jackson, Nachhaltigkeitsmanagerin bei Apple, in der Spanischen Hofreitschule zu Gast. Virtuell dabei waren außerdem Klimaschutzikonen wie Greta Thunberg, Jane Goodall oder der derzeitige UN-Generalsekretär Antonia Guterres. Moderiert wurde der AWS21 von der amerikanischen TV-Persönlichkeit Matt Iseman. Der jährliche Summit wird online sowie auf ORF III live übertragen. Am 16. Mai 2023 findet der 7. Austrian World Summit mit dem Motto „We have the power“ statt.
Frühere Teilnehmer der Konferenz waren unter anderem die Klimaaktivistin Greta Thunberg, Patricia Espinosa Cantellano (Generalsekretärin der Klimarahmenkonvention der Vereinten Nationen), Li Yong (Generaldirektor der UNIDO), Maria Neira (Direktorin der WHO), Kristalina Georgieva (Managing Director des IWF) und Scott Kelly (U.S. Astronaut).

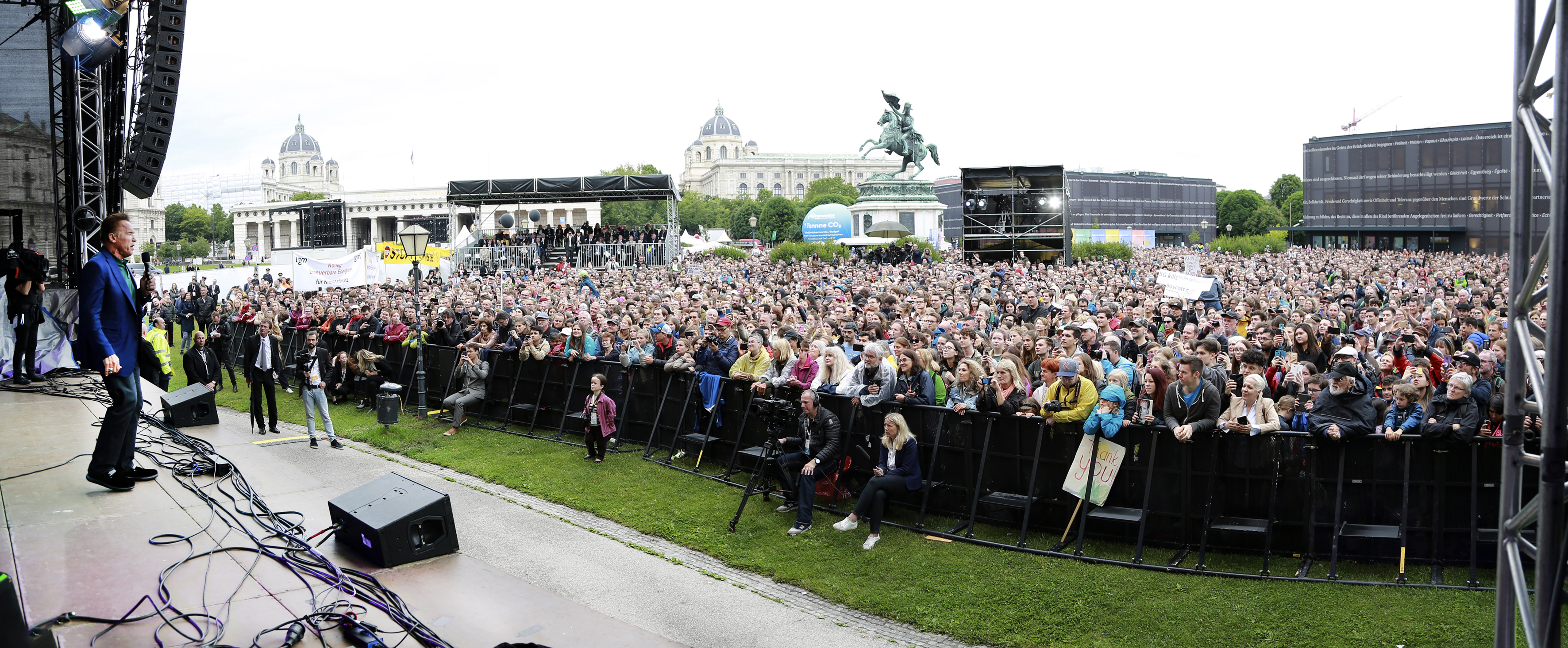
Arnold Schwarzenegger beim Climate Kirtag 2019.

2019 wurde der Austrian World Summit um ein Open Air, den Climate Kirtag, erweitert, der als Informations- und Unterhaltungsveranstaltung möglichst viele Menschen für das Thema Klimaschutz begeistern soll. Bei der ersten Ausgabe gab es Konzerte von Hubert von Goisern, Conchita Wurst sowie Pizzera & Jaus, zu denen mehr als 10.000 Zuschauer kamen.
2020 konnte der Climate Kirtag unter strengen Covid-19-Regelungen veranstaltet werden. Ein strenges Gesundheits- und Sicherheitskonzept erlaubte es Bands wie Lemo & Folkshilfe, vor einem Live-Publikum aufzutreten.
Der Austrian World Summit am 14. Juni 2022, genau 30 Jahre nach dem „Earth Summit“ in Rio de Janeiro, fand unter dem Motto „Creating Hope – Inspiring Action“ statt. Neben Arnold Schwarzenegger und dem österreichischen Bundespräsidenten Alexander Van der Bellen wurde auch der Entertainer Joko Winterscheidt in der Wiener Hofburg erwartet.

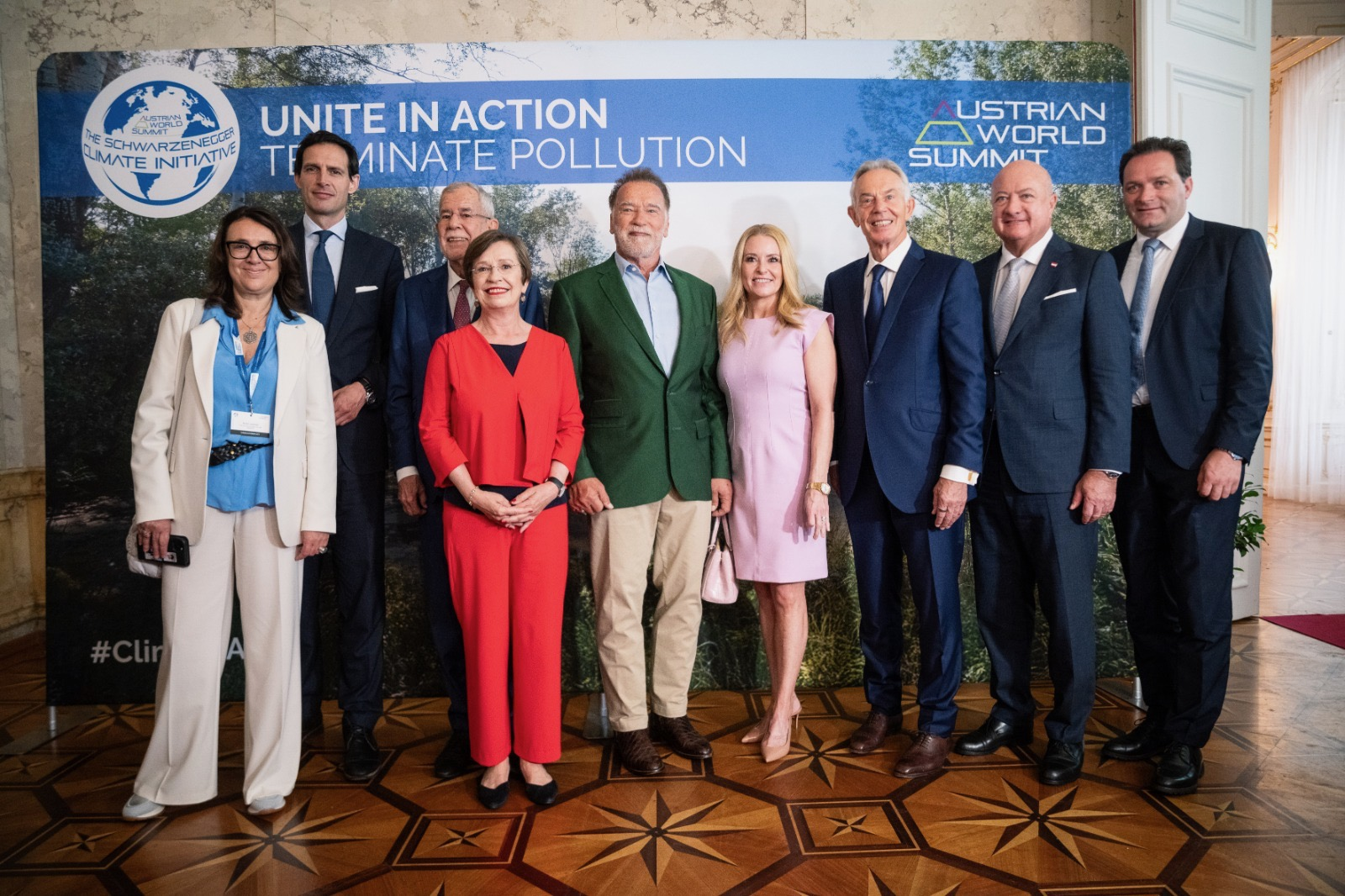
Arnold Schwarzenegger und Organisatorin Monika Langthaler samt Ehrengästen, 2025

Im Jahr 2025 fand die Konferenz in ihrer neunten Auflage unter dem Motto „Unite in Action – Terminate Pollution“ am 3. Juni erneut in der Wiener Hofburg statt. Zudem setzte die Konferenz dabei einen Schwerpunkt auf die „Einsatzkräfte an vorderster Front der Klimakrise“ Unter den rund 40 Speakerinnen und Speakern aus Politik, Wirtschaft und Gesellschaft waren unter anderem Österreichs Bundespräsident Alexander Van der Bellen, der ehemalige britische Premier Tony Blair, Österreichs Bundeskanzler Christian Stocker und Umweltminister Norbert Totschnig sowie EU-Klimakommissar Wopke Hoekstra.

## Bedeutung
Am 20. Oktober 2019 wurde der Konferenz der Europäische Kulturpreis Taurus verliehen.
Im Jahr 2020 war die Konferenz mit 340 Teilnehmenden die weltgrößte Klimakonferenz, die als Präsenzveranstaltung stattfand, weil viele große Klimakonferenz aufgrund der COVID-19-Pandemie abgesagt wurden.

## Belege
1. ↑  Home - Schwarzenegger Climate Initiative. Abgerufen am 2. Februar 2021.
2. 1 2 3  Andreas Puschautz: Arnies Austrian World Summit wird zur weltgrößten Klimakonferenz. In: Kurier. 8. September 2020, abgerufen am 14. November 2020.
3. ↑  AUSTRIAN WORLD SUMMIT 2025 am 3. Juni in Wien. Abgerufen am 11. Februar 2025.
4. ↑  Austrian World Summit - Austrian World Summit. Archiviert vom Original (nicht mehr online verfügbar) am 6. Februar 2021; abgerufen am 2. Februar 2021.  Info: Der Archivlink wurde automatisch eingesetzt und noch nicht geprüft. Bitte prüfe Original- und Archivlink gemäß Anleitung und entferne dann diesen Hinweis.
5. ↑  Photos 2021 - Austrian World Summit. Archiviert vom Original (nicht mehr online verfügbar) am 8. März 2022; abgerufen am 8. März 2022 (britisches Englisch).  Info: Der Archivlink wurde automatisch eingesetzt und noch nicht geprüft. Bitte prüfe Original- und Archivlink gemäß Anleitung und entferne dann diesen Hinweis.
6. ↑  mitterbauerl: Austrian World Summit am 1. Juli mit prominenten Gästen. 24. Juni 2021, abgerufen am 8. März 2022.
7. ↑  AUSTRIAN WORLD SUMMIT. Abgerufen am 3. Mai 2023.
8. ↑  Austrian World Summit und Climate Kirtag live. Abgerufen am 2. Februar 2021.
9. ↑  APA/Red: Schwarzeneggers "Austrian World Summit" heuer mit Joko Winterscheidt in Wien. In: Vienna.at. 1. Februar 2022, abgerufen am 8. März 2022 (deutsch).
10. ↑  AUSTRIAN WORLD SUMMIT 2025 am 3. Juni in Wien – Schwarzenegger Climate Initiative. 30. Januar 2025, abgerufen am 11. Februar 2025.
11. ↑  Preisträger 2019 (Memento vom 27. August 2019 im Internet Archive)